# 扎夫霍羅德涅 (博霍杜希夫區)
49°42′2″N 35°18′33″E / 49.70056°N 35.30917°E
扎夫霍羅德涅（羅馬化：Zavhorodnie）是位於烏克蘭東部哈爾科夫州博霍杜希夫區瓦爾基市鎮的村莊。該村始建於1690年，面積2.27平方公里，海拔高度148米，2001年人口18，人口密度每平方公里7.9人。